# Scylaticodes lugens
Scylaticodes lugens là một loài ruồi trong họ Asilidae. Scylaticodes lugens được Philippi miêu tả năm 1865.